# Podsemínský most
Podsemínský most je jednoobloukový kamenný pískovcový most, klenoucí se přes Žehrovku u Podsemínského mlýna v Podsemíně, osadě obce Troskovice v okrese Semily v Libereckém kraji. Vybudován byl roku 1856 a nachází se poblíž hranic s Libošovicemi, pod výpustí Semínského rybníka (označovaného také jako Podsemínský). Na druhém rameni Žehrovky stojí bývalý mlýn, jenž za první republiky vlastnil Jaroslav Skála. Ten provedl modernizaci objektu, při které vodní mlýnské kolo nahradil turbínou. Nedaleko mostu prochází kolem mlýna červená turistická značka, známá jako Zlatá stezka Českého ráje, a trasa NS Podtrosecká údolí.

## Stav a vlastnictví
V roce 2020 byl most v havarijním technickém stavu. Obecní úřad Troskovice jej uzavřel pro motorová vozidla a pro cyklisty a pěší turisty byl přístupný na vlastní nebezpečí. Do roku 2023 se k vlastnictví mostu nikdo nehlásil, k jeho vlastnictví se postupně odmítly přihlásit Lesy ČR i Povodí Labe. Ačkoliv podle katastrální mapy je prakticky celý most na území Troskovic v Libereckém kraji,  19. července 2024 se dohodli hejtmani Libereckého a Královéhradeckého kraje společně se starosty Libošovic a Troskovic na memorandu o opravě mostu, přičemž kraje přislíbily finanční podporu za podmínky, že obě obce most prohlásí za svůj společný majetek. To se prý také stalo. Každý z krajů má v nejbližších pěti letech přispět 5 miliony Kč.

## Ve filmu
Podsemínský most se také objevil v několika filmech. V roce 1978 v komedii režisérky Marie Poledňákové Jak dostat tatínka do polepšovny. Ve filmu po něm jezdili na kole herec Tomáš Holý a jeho filmovi rodiče František Němec a Jana Preissová. V roce 2005 sem zavítali hollywoodští herci Matt Damon a Heath Ledger v rámci natáčení filmu Kletba bratří Grimmů. A v roce 2007 se most objevil v pohádce O uloupené divožence s Romanem Vojtkem a Danou Markovou v hlavních rolích.